# Lammassaari (ö i Lappland, Norra Lappland, lat 69,07, long 27,12)
Lammassaari är en halvö i Finland. Den ligger i sjön Vastusjärvi och i kommunen Enare i den ekonomiska regionen Norra Lappland och landskapet Lappland, i den norra delen av landet, 1 000 km norr om huvudstaden Helsingfors.